# Henryk Górski (strzelec)
Henryk Franciszek Górski (ur. 4 kwietnia 1938 w Gdyni) – sportowiec-strzelec, mistrz świata i olimpijczyk. 

## Życiorys
Strzelał z broni długiej (karabinu i karabinka sportowego). Reprezentował Zawiszę Bydgoszcz.
Mistrz świata w drużynie z Thun w 1974, karabin dowolny 300 m (3 x 40 strzałów, partnerzy: Eugeniusz Pędzisz, Józef Botwin, Andrzej Sieledcow). Dwukrotny brązowy medalista mistrzostw świata z Wiesbaden w 1966, karabin dowolny 300 m (3 x 40 strzałów), indywidualnie i w drużynie (partnerzy: Andrzej Trajda, Jerzy Nowicki, Janusz Kalmus).
Dwukrotny olimpijczyk z Rzymu 1960 i Tokio 1964.
Siedmiokrotny mistrz Polski.
Zamieszkały w Bydgoszczy.